# Bugspytkirtel
1. Spiserør
2. Mellemgulv
3. Mave
4. Lever
5. Galdeblære
6. Tolvfingertarm
7. Bugspytskirtel
8. Milt

Bugspytkirtlen (på latin pancreas, afledt af græsk pan "alt" + kreas "kødet") er et organ med to funktioner:
- exokrint væv neutraliserer den sure chymus fra maven og hjælper til fordøjelse i tarmen.
- endokrint væv danner vigtige hormoner som insulin og glukagon.

## Anatomi
Bugspytkirtlen hos mennesker ligger bag ved mavesækken klos op ad tolvfingertarmen (duodenum). Den er 12,5 - 15 cm lang, har en aflang form og vejer 60 - 100 g. 

## Funktion
Bugspytkirtlens exokrine væv producerer fordøjelsesenzymer, der nedbryder al slags mad. Det endokrine væv udskiller hormoner med betydning for kulhydratmetabolismen.

### Exokrint væv
Størstedelen af bugspytkirtlens væv består af exokrine celler. De er fyldt med sekretgranula, som indeholder de inaktive pre-proteiner, der ved enzymatisk spaltning bliver til fordøjelsesenzymerne trypsinogen og chymotrypsinogen. Det er vigtigt, at de enzymer, der produceres i bugspytkirtlen, er inaktive, da de ellers ville nedbryde sig selv (autodegradering) og bugspytkirtlens strukturelle proteiner. Det kan give betændelse i bugspytkirtlen.
Det exokrine væv har udførselsgange, som leder pre-enzymerne ud i tarmen. I tarmens slimhinder er proteasen enterokinase, som aktiverer trypsinogen ved at nedbryde det til aktivt trypsin.

### Endokrint væv
Bugspytkirtlens endokrine væv er spredt som små øer i det exokrine væv og kaldes de Langerhanske øer efter den tyske medicinstuderende Paul Langerhans, som opdagede dem i 1869. De Langerhanske øer består af fire typer celler:
- beta-celler som producerer insulin (50-80%)
- alfa-celler som producerer glukagon (15-20%)
- delta-celler som producerer somatostatin (3-10%)
- PP celler (1%)

De Langerhanske øer gennemløbes af et tæt netværk af kapillærer med kontakt til blodårer, og hormonerne udskilles direkte til blodet.